# Erriseask House
Het Erriseask House was een restaurant en hotel in Ballyconneely, Clifden in County Galway, Ierland. Het was een restaurant dat één Michelinster mocht dragen in 2000 en 2001. In 1998 kreeg het een Bib Gourmand toegekend.
Het hotel was eigendom van de gebroeders Stefan en Christian Matz, die het hotel in 2001 verkochten.
Chef-kok van Erriseask House was de Duitser Stefan Matz.